# پیروزی (آلبوم جکسون‌ها)
پیروزی یا فتح (انگلیسی: Triumph) چهاردهمین آلبوم استودیویی جکسون‌ها است که در اکتبر سال ۱۹۸۰ توسط اپیک رکوردز منتشر شد.